# Нуфринген
Нуфринген (нем. Nufringen) — община в Германии, в земле Баден-Вюртемберг. 
Подчиняется административному округу Штутгарт. Входит в состав района Бёблинген.  Население составляет 5389 человек (на 31 декабря 2010 года). Занимает площадь 10,04 км².